# Boston Music Hall
El Boston Music Hall es un teatro situado en la ciudad de Boston, en el estado de Massachusetts (Estados Unidos). Construido en 1852, fue una de las primeras salas de conciertos de Estados Unidos.

## Historia

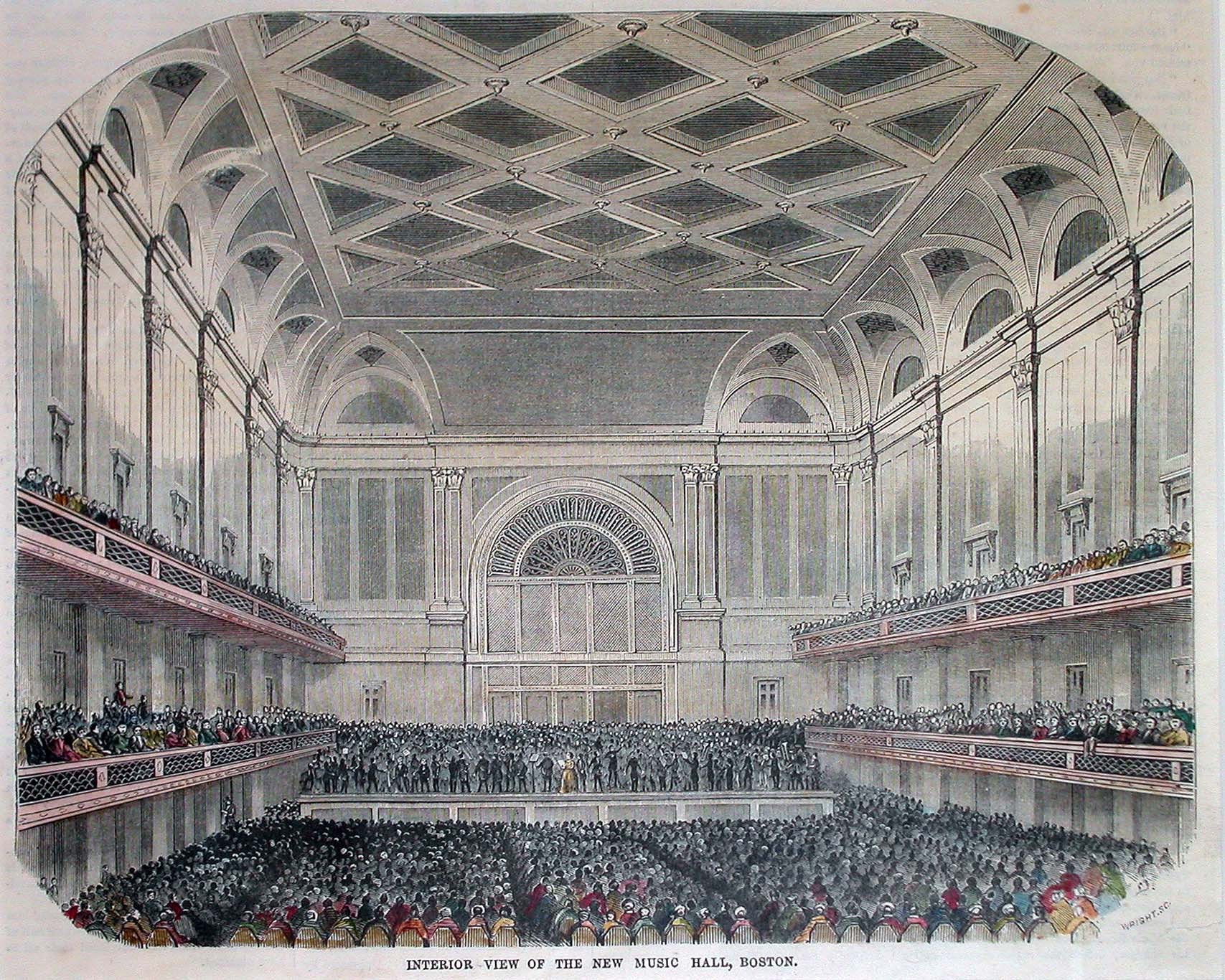
Boston music hall

El edificio fue erigido en 1852 e inaugurado en noviembre de ese año. Tenía espacio para 2500 oyentes. La construcción fue posible gracias a una donación de 100.000 dólares de la Asociación Musical de Harvard. En 1863 se instaló el órgano construido por Eberhard Friedrich Walcker en Ludwigsburg; a partir de 1881 el Boston Music Hall fue la sede de la Orquesta Sinfónica de Boston.

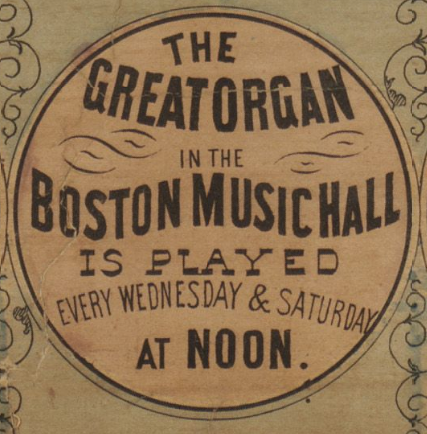
1869 MusicHall Nanitz map Boston detail BPL10490

Harper's Weekly informó el 12 de diciembre de 1863 que J Baxter Upham había hecho dos viajes a Europa para encontrar la compañía adecuada para construir este órgano, que se escuchó por primera vez en Boston el 2 de noviembre de 1863. El órgano de Walcker Orgelbau tenía unos 6000 tubos, el más largo de los cuales medía unos 32 pies y, como describió vívidamente Harper's Weekly, eran lo suficientemente gruesos como para que un hombre adulto se arrastrara a través de ellos. 89 paradas, cuatro manuales y dos pedales formaban parte del órgano, el viento necesario era proporcionado por la fuerza del agua. El autor del artículo los contó entre los tres o cuatro instrumentos más poderosos jamás construidos.

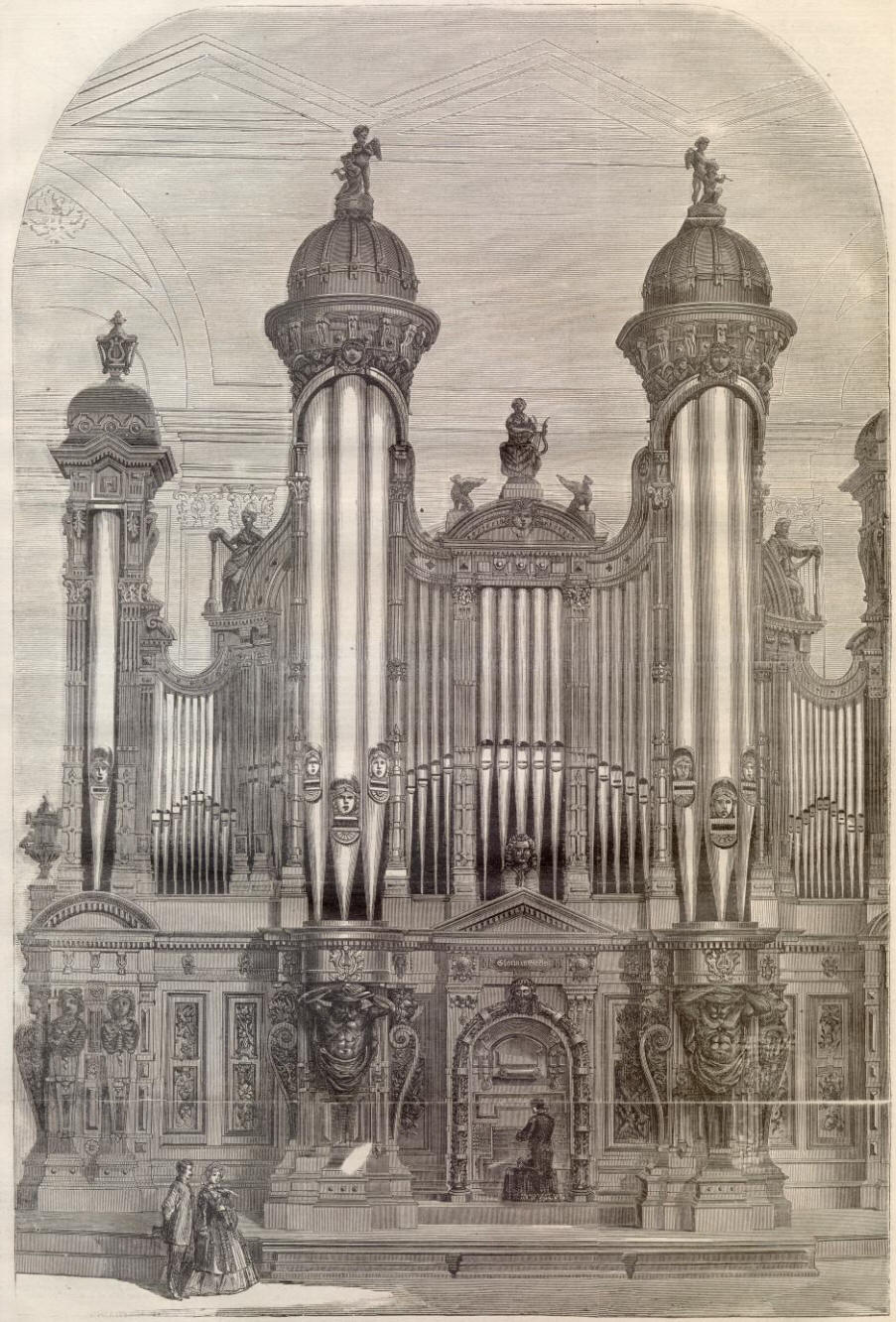
Boston Music Hall Órgano

Comparó el folleto de nogal oscuro con un templo. En el centro, en un nicho, está el lugar para el organista. Sobre ella la máscara de una mujer cantante simboliza la voz del órgano y un busto de Johann Sebastian Bach representa a los compositores. La estructura está coronada por una estatua de santa Cecilia, la patrona de la música, con una lira en sus brazos. Está flanqueado a ambos lados por grifos. A cada lado del órgano hay una torre, cada una de las cuales contiene tres enormes tubos. Estas dos torres, que se proyectan ampliamente, están sostenidas por semicariátides al estilo de las antiguas hermazas, junto a las cuales hay hermazas de león. En la parte superior, las dos torres de tubos están flanqueadas por querubines. La decoración del órgano consiste en ilustraciones talladas de instrumentos musicales. El autor de la descripción en el Harper's Weekly recordó la definición de Madame de Staël de la arquitectura como "música congelada".

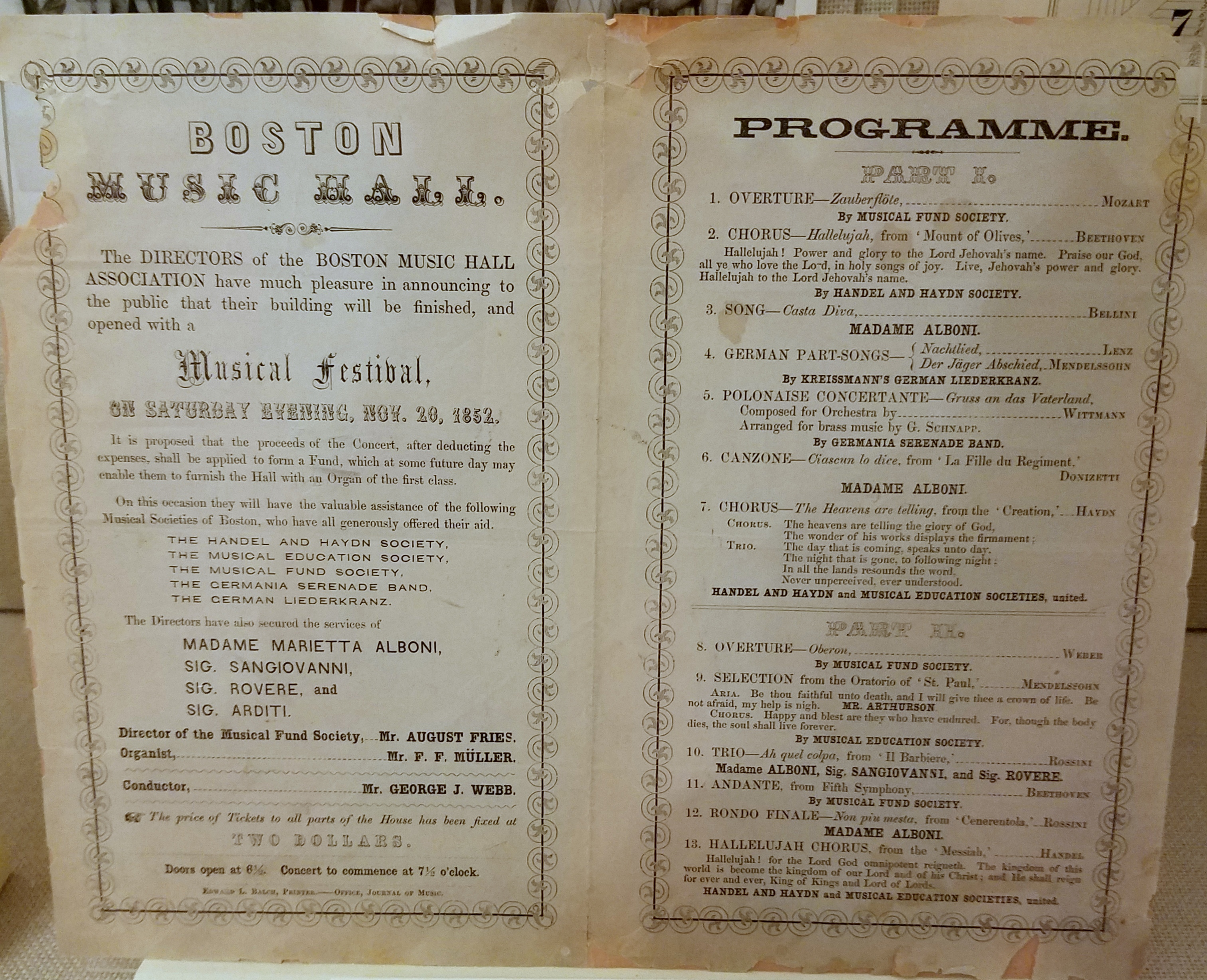
Boston Music Hall opening, 20 de noviembre de 1852 - Boston Symphony Orchestra - 20181013 194243

Este impresionante prospecto de órgano se había hecho en América: aunque la compañía de los Hermanos Herter no existía como tal en aquella época, el autor del informe atribuyó el diseño de este prospecto de órgano no sólo a Gustave Herter, sino también a su hermano Christian Herter.
En 1884, el órgano fue retirado del Boston Music Hall para hacer más espacio para la Orquesta Sinfónica de Boston. Más tarde fue reinstalado en la Sala de Órganos de Serlo en Methuen. Este edificio fue construido especialmente para el gran órgano de conciertos y ahora se llama Methuen Memorial Music Hall. Allí el órgano sigue en uso hoy en día. 
En 1900, el Boston Music Hall fue transformado en un teatro de vodevil por su entonces propietario William Morris; las razones de esto fueron la expansión de la red de calles y del metro. La Orquesta Sinfónica de Boston se trasladó entonces al Symphony Hall y el Music Hall continuó utilizándose con nombres cambiantes como Empire Theatre (1904), Orpheum Theatre (1906), American Music Hall (1909/10) y de nuevo Orpheum.
Por esta época la casa pasó a ser propiedad de Marcus Loew, que dirigía Loews Cineplex Entertainment, ahora se llamaba Loews Orpheum y fue fundamentalmente rediseñada en 1915 según los planes de Thomas W. Lamb. Entre otras cosas, la casa fue ampliada y recibió una nueva construcción de techo. Loew usó el edificio como teatro de vodevil y como cine, desde los años 30 sólo como cine. En 1972 Loew empujó el edificio hacia afuera. Fue reabierta como Aquarius, pero se le devolvió el nombre de Orpheum en 1974. De 1975 a 1979 fue la sede de la Compañía de Ópera de Boston, que luego se trasladó a la Casa de la Ópera de Boston. La antigua sede de la Orquesta Sinfónica de Boston se usaba para conciertos de todo tipo; las actuaciones aquí incluían a Bruce Springsteen, Counting Crows, Grateful Dead, Kiss, Pink Floyd, Prince, Scissor Sisters, Trey Anastasio, U2 y Warren Zevon.
En 2009 la casa fue vendida y cerrada temporalmente para su renovación. 
Actualmente, el teatro es propiedad de la Compañía de Bienes Raíces Drucker. El contrato para operar el Orpheum fue adquirido por Don Law, un promotor de conciertos de Boston, de la compañía de entretenimiento Live Nation, en 2009. Law anunció una gran renovación del teatro, después de la cual reabrió a finales de 2009. Live Nation mantiene una participación en las operaciones de la compañía de Law, Crossroads Presents.
La actual entrada del teatro es la antigua entrada del callejón, reemplazando la entrada original de la calle Washington, que fue convertida en espacio comercial.